# Club de Deportes Aéreos Albufera 30-12
El Club de Deportes Aéreos Albufera 30-12 (también conocido como Club Aéreo Valencia o CAV) se constituyó oficialmente el 1 de enero de 2009 y es miembro de la Real Federación Aeronáutica Española y de la Federación de Deportes Aéreos de la Comunidad Valenciana. Su principal objetivo es contribuir al desarrollo de la afición por los deportes aéreos en la Comunidad Valenciana, así como la participación  en eventos deportivos y competiciones aéreas.
Cuenta con 75 socios y con 23 socios simpatizantes (a fecha 12/10/2012).

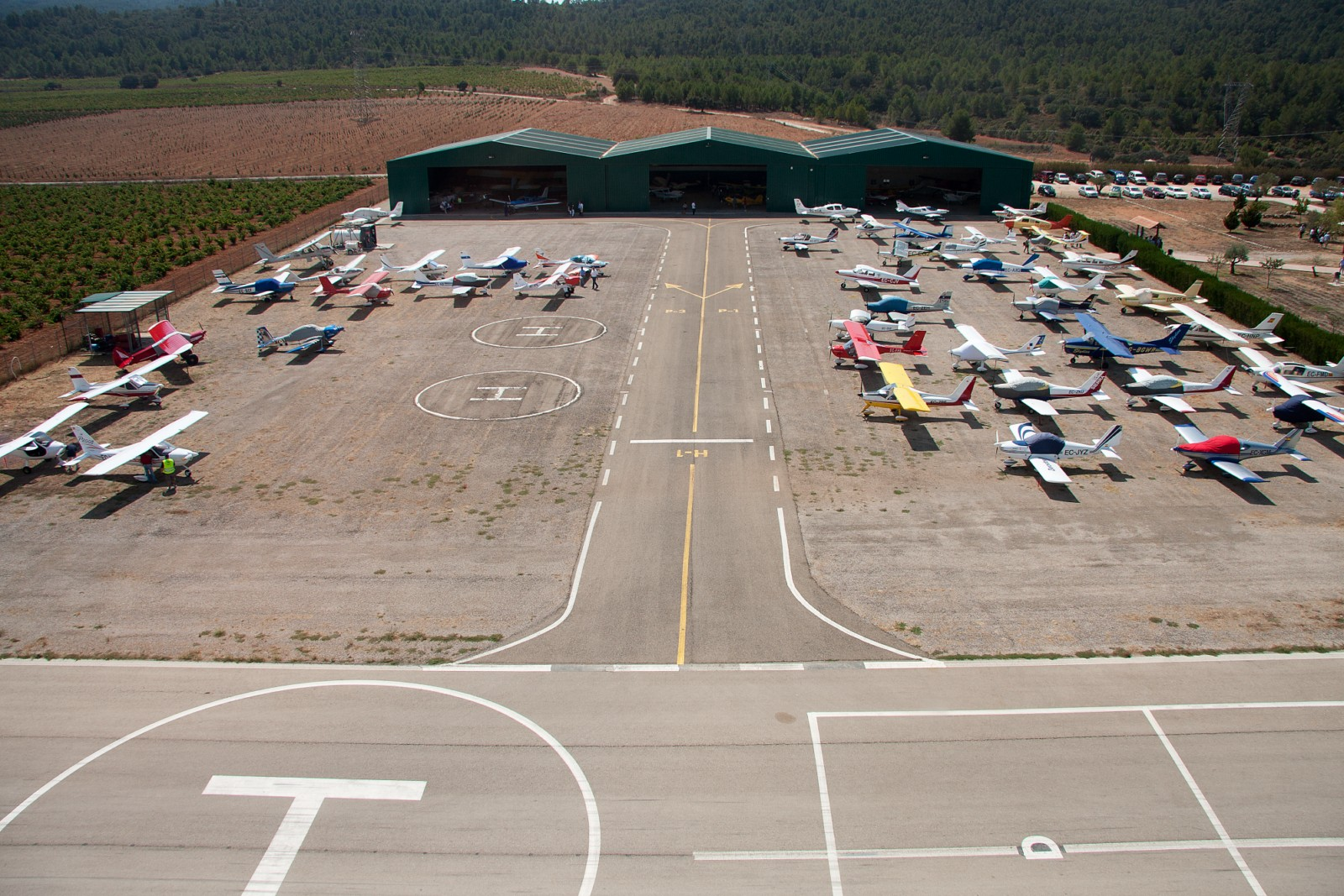

## Sedes
El Club de Deportes Aéreos Albufera 30-12 tiene su sede en la plataforma Sur del Aeropuerto Internacional de Valencia y desarrolla sus actividades en el Aeródromo de Requena (Valencia) España.

## Flota
El CAV no tiene aeronaves en propiedad y para su operación tiene un acuerdo de arrendamiento con la empresa Airpull S.L.
La flota a disposición de los socios del Club de Deportes Aéreos Albufera 30-12 es la siguiente:
- Cessna 172 N Skyhawk con matrícula EC-HID
- Cessna 172 S Skyhawk SP Nav III G-100 con matrícula EC-LJD
- PIPER PA-28 Warrior II 161 con matrícula EC-GEG

## Cursos
El Club de Deportes Aéreos Albufera 30-12 tiene un acuerdo con la empresa Airpull Aviation S.L. para impartir los siguientes cursos:
1. Iniciación Avión
2. Piloto Privado Avión PPL(A)
3. Inglés aeronáutico